# 7 Seeds
7 Seeds (estilizado como 7SEEDS) es una serie de manga escrita e ilustrada por Yumi Tamura. Originalmente se publicó en la revista Bessatsu Shōjo Comic de Shōgakukan desde 2001; luego pasó a la revista Flowers en abril de 2002, donde estuvo vigente hasta su conclusión en 2017. Shogakukan recopiló los capítulos en 35 volúmenes Tankōbon.
En 2007, 7 Seeds ganó el 52º Premio Manga Shogakukan en la categoría shōjo. Incluyendo las ventas digitales, ha vendido más de 6 millones de copias en Japón.
Una adaptación animada en formato ONA, producida por Gonzo se estrenó en Netflix en junio de 2019. Una segunda temporada producida por Studio Kai se estrenó el 26 de marzo de 2020.

## Argumento
Cuando los astrónomos predicen que la Tierra será golpeada por un meteorito, los líderes mundiales se reúnen para desarrollar un plan para la supervivencia humana llamado Proyecto Siete Semillas (7 Seeds).
Cada país se compromete a preservar un número de jóvenes sanos mediante la criogenia, lo que les permitirá sobrevivir a la devastación del impacto. Después de que una computadora determine que la Tierra vuelve a ser segura para la vida humana, revivirá a cada grupo. El gobierno japonés crea cinco grupos de supervivientes denominados Invierno, Primavera, Verano A, Verano B y Otoño.
Cada grupo consta de siete miembros, a quienes no se les informa sobre lo que sucederá antes de ser colocados en preservación criónica, y un guía adulto capacitado en supervivencia en la naturaleza. Estos grupos están dispersos por todo Japón: los grupos de verano en el sur y el norte de Kyūshū, los de otoño en el oeste de Honshū, los de primavera en el centro de Honshū, cerca de Tokio, y los de invierno en Hokkaidō.
Muchos años después, despertados del sueño criogénico, los jóvenes se encuentran en medio de un entorno hostil, desprovisto de vida humana. Su antiguo país de origen, Japón, ha cambiado mucho. Completamente solos, deben depender sólo de sí mismos para sobrevivir en el nuevo mundo.

## Personajes
Lista de personajes que aparecen en la serie 7SEEDS.

### Equipo Verano B
- Natsu Iwashimizu
- Semimaru Asai
- Matsuri Tendou
- Chimaki Yamori
- Hotaru Kusakuri
- Kaname Mozunoto
- Botan Saotome

### Equipo Primavera
- Hana Sugurono
- Mansaku Tsunomata
- Fujiko Amacha
- Haru Yukima
- Momotaro Nobi
- Chisa Taiami
- Hibari Niigusa
- Tosei Yanagi

### Equipo Otoño
- Takahiro Aramaki
- Fubuki Samejima
- Mitsuru Kagurazaka
- Mutsuki Karezono
- Arare Fushizuke
- Fuka Ayatori
- Toji Murozaki
- Sayuru Kumakawa

### Equipo Verano A
- Ango
- Koruri
- Ryou
- Ayu
- Gengorou
- Ban
- Nijiko
- Unami

## Contenido de la obra

### Manga
7 Seeds fue escrito e ilustrado por la autora Yumi Tamura y publicado por Shōgakukan. Comenzó a publicarse en la edición de noviembre de 2001 de la revista de manga shōjo Bessatsu Shōjo Comic. En abril de 2002, se trasladó a la revista manga mensual josei Flowers. El capítulo final se publicó en la edición de julio de 2017 de Flowers, publicada el 27 de mayo.
Shogakukan recopiló los capítulos en 35 volúmenes Tankōbon. El primer volumen se publicó el 26 de marzo de 2002; el último volumen se publicó el 10 de agosto de 2017.
En 2017, tras la conclusión del manga en Japón, Tamura anunció el lanzamiento de una serie spin-off en Flowers. El primer capítulo se publicó el 28 de agosto; El capítulo final se publicó el 28 de octubre de 2017.

### CD Drama
7 Seeds se adaptó a una radionovela que se transmitió en Japón del 9 de diciembre de 2003 al 6 de febrero de 2004. Los nueve episodios se recopilaron en tres CD drama:
- 7 Seeds 1, lanzado el 26 de marzo de 2004, se centra en el grupo B de Summer y dramatiza los acontecimientos del volumen 1 del manga.
- 7 Seeds 2, lanzado el 23 de abril de 2004, se centra en el grupo Winter y dramatiza los acontecimientos del volumen 4 del manga.
- 7 Seeds 3, lanzado el 21 de mayo de 2004, se centra en el grupo Spring y dramatiza los eventos de los volúmenes 2 y 3 del manga.

### Anime

#### Primera Temporada (2019)
El 26 de noviembre de 2018 se anunció una adaptación al anime. La serie está animada por Gonzo y dirigida por Yukio Takahashi, con Tōko Machida a cargo de la composición de la serie, Youko Satou diseñando los personajes y Michiru componiendo la música.
La serie estaba programada para estrenarse en Netflix en abril de 2019, pero se retrasó hasta el 28 de junio de 2019 debido a retrasos en la producción.
Amatsuki interpreta el tema de apertura de la serie "Ark", mientras que majiko interpreta el tema de cierre, "WISH".
| N.º | Título                                | Fecha de estreno    |
| --- | ------------------------------------- | ------------------- |
| 1 | «"Spring Begins"» «(Japonés: 立春)»   | 28 de junio de 2019 |
| Una chica tímida llamada Natsu Iwashimizu se despierta durante una tormenta y la suben a bordo de un bote inflable con otras tres personas. Nadie recuerda lo que pasó y reman hasta una isla rocosa cercana. Los demás se presentan como Arashi Aota, Semimaru Asai y el mayor Botan Saotome. Luego el grupo busca agua y comida. Mientras tanto, otro grupo también ha desembarcado en una isla; Hana Sugurono, Mansaku Tsunomata, Fujiko Amacha, Haru Yukima, Momotaro Nobi, Chisa Taiami, Hibari Nigusa y su líder, el arrogante y beligerante Dosei Yanagi. Se encuentran con grandes insectos agresivos y deciden irse en la balsa que construyeron, sin embargo, quedan atrapados en una tormenta y naufragan de regreso a la misma isla. Mientras explora, Yanagi cae en un grupo de insectos, aunque regresa más tarde, aparentemente ileso. En otra parte, otro grupo despierta de un sueño criogénico y, cuando se enfrenta a su antiguo líder, Unami, sacan armas y le disparan. |                                       |                     |
| 2 | «"Insects Awaken"» «(Japonés: 啓蟄)»  | 28 de junio de 2019 |
| 3 | «"Light Snow"» «(Japonés: 小雪)»      | 28 de junio de 2019 |
| 4 | «"Autumn Begins"» «(Japonés: 立秋)»   | 28 de junio de 2019 |
| 5 | «"Heavy Snow"» «(Japonés: 大雪)»      | 28 de junio de 2019 |
| 6 | «"Grain Rain"» «(Japonés: 穀雨)»      | 28 de junio de 2019 |
| 7 | «"Winter Solstice"» «(Japonés: 冬至)» | 28 de junio de 2019 |
| 8 | «"Summer Solstice"» «(Japonés: 夏至)» | 28 de junio de 2019 |
| 9 | «"Lesser Heat"» «(Japonés: 小暑)»     | 28 de junio de 2019 |
| 10 | «"Cold Dew"» «(Japonés: 寒露)»        | 28 de junio de 2019 |
| 11 | «"Greater Heat"» «(Japonés: 大暑)»    | 28 de junio de 2019 |
| 12 | «"End of Heat"» «(Japonés: 処暑)»     | 28 de junio de 2019 |

#### Segunda Temporada (2020)
Una segunda temporada se estrenó el 26 de marzo de 2020 en Netflix. El elenco principal y los miembros del personal retomaron sus papeles y Studio Kai produjo la animación.
Mone Kamishiraishi interpretó el tema de apertura de la segunda temporada "From the Seeds", que fue compuesto por Glim Spanky, mientras que Cider Girl interpretó el tema final de la segunda temporada "Synchro".
El 4 de enero de 2021, los miembros del personal anunciaron que la secuencia de animación final de la segunda temporada se eliminó después de que se les notificó que tenía similitudes con el tema final del anime Beyond the Boundary, en cambio, solo se muestran fotogramas inmóviles como secuencia de cierre..